# Trimetazidin
Trimetazidin je prvi antianginozni lijek čiji je mehanizam djelovanja optimizacija metabolizma energije. 
On smanjuje metabolička štećenja koja nastaju tijekom ishemija, utječući na važan korak u staničnom metabolizmu - inhibicija beta-oksidacije masnih kiselina. Trimetazidin inhibira oksidaciju masnih kiselina inhibiranjem 3-ketoacil CoA tiolaze (3-KAT), enzima beta-oksidacijskog puta masne kiseline. Stimulira oksidaciju glukoze u srcu i smanjuje intracelularnu acidozu tijekom ishemije. Također, održava ravnotežu između kalijevih i natrijevih iona u mišićnoj stanici. Zbog njegovog pozitivnog učinka na srce u angini pectoris naziva se i kardioprotektivnim lijekom. 
Eksperimentalne studije in vivo su pokazale da trimetazidin smanjuje veličinu infarkta u modelu srca miša i psa. Nekoliko kliničkih studija potvrdilo je povoljno djelovanje trimetazidina viđeno u eksperimentalnim studijama. Trimetazidin se zbog toga koristi za dugotrajno liječenje i sprječavanje simptoma i posljedica kronične angine pectoris. On povećava otpornost srčanog mišića na smanjenje protoka krvi kroz njega, značajno smanjuje učestalost napadaja angine pectoris zbog čega pacijent može smanjiti uporabu organskih nitrata u liječenju angine pectoris. Dnevna doza iznosi 70 mg. Sto se tiče nuspojava mogu se pojaviti probavni poremećaji.